# Jason Thompson
Jason Carlton Thompson é um jogador de basquetebol profissional que atualmente joga no Sichuan Blue Whales da CBA.

## Estatísticas na NBA

### Temporada Regular
| Ano      | Equipe           | PJ  | PT  | MPJ  | AP   | 3P   | LL   | RT  | AS  | BR  | TO  | PPJ  |
| -------- | ---------------- | --- | --- | ---- | ---- | ---- | ---- | --- | --- | --- | --- | ---- |
| 2008-09  | Sacramento Kings | 82  | 56  | 28.1 | .497 | .000 | .692 | 7.4 | 1.1 | 0.6 | 0.7 | 11.1 |
| 2009-10  | Sacramento Kings | 75  | 58  | 31.4 | .472 | .010 | .715 | 8.5 | 1.7 | 0.5 | 1.0 | 12.5 |
| 2010-11  | Sacramento Kings | 75  | 39  | 23.3 | .507 | .000 | .605 | 6.1 | 1.2 | 0.4 | 0.6 | 8.8  |
| 2011-12  | Sacramento Kings | 64  | 47  | 25.9 | .535 | .000 | .602 | 6.9 | 1.2 | 0.7 | 0.7 | 9.1  |
| 2012-13  | Sacramento Kings | 82  | 81  | 27.9 | .502 | .000 | .694 | 6.7 | 1.0 | 0.6 | 0.7 | 10.9 |
| 2013-14  | Sacramento Kings | 82  | 61  | 24.5 | .506 | .000 | .579 | 6.4 | 0.6 | 0.4 | 0.7 | 7.1  |
| Carreira |                  | 460 | 342 | 26.9 | .500 | .038 | .659 | 7.0 | 1.1 | 0.5 | 0.7 | 9.9  |